# (500234) 2012 JK13
(500234) 2012 JK13 es un asteroide perteneciente al cinturón de asteroides, descubierto el 30 de enero de 2011 por el equipo del Pan-STARRS desde el Observatorio de Haleakala, Hawái, Estados Unidos.

## Designación y nombre
Designado provisionalmente como 2012 JK13.

## Características orbitales
2012 JK13 está situado a una distancia media del Sol de 2,593 ua, pudiendo alejarse hasta 2,949 ua y acercarse hasta 2,237 ua. Su excentricidad es 0,137 y la inclinación orbital 8,590 grados. Emplea 1525,59 días en completar una órbita alrededor del Sol.

## Características físicas
La magnitud absoluta de 2012 JK13 es 16,9.